# Rachelle van Zanten
Rachelle van Zanten (* 1976) ist eine kanadische Musikerin, Sängerin, Slide-Gitarristin und Pianistin.

## Leben
Sie wuchs im nördlichen British Columbia auf. Im Herbst 1995 ging sie nach Edmonton, Alberta. Nach einem Jahr Studium gründete sie mit Daisy Blue Groff, Carolyn Fortowsky und Kim Gryba die Rockband Painting Daisies. Mit der Band veröffentlichte sie mehrere Alben. Im Jahr 2006 erschien ihr erstes Solo-Album Back to Francois.
Im Jahr 2008 ging Rachelle Van Zanten auf Tour in Europa, Asien und Kanada. Sie wurde begleitet von ihrer Band, bestehend aus Hamish Tesco am Bass und Graham Roby am Schlagzeug.
Darüber hinaus ist sie Mitinitiatorin und Förderin des alljährlich stattfindenden kanadischen Music-Camps für junge Musikerinnen „Rocker Girl Camp“.

## Diskografie
Mit den Painting Daisies:
- 1997: Flambescence
- 2001: Fortissimo
- 2004: Absolutely Live
- 2005: Phonography

Solo:
- 2006: Back to Francois
- 2009: Where Your Garden Grows
- 2013: Oh Mother
- 2016: Little Spruce
- 2018: It’s Christmas in These Parts – 1